# Seongsan-gu
Seongsan là một quận ở thành phố Changwon, Hàn Quốc.